# A Couzada
A Couzada es un lugar español situado en la parroquia de La Cuesta, del municipio de Maceda, en la provincia de Orense, Galicia.

## Demografía
| Gráfica de evolución demográfica de A Couzada entre 2000 y 2022 |
|                                                                 |
| Datos según el nomenclátor publicado por el INE.                |